# Kościół Ewangelicki Wyznania Augsburskiego w Rumunii

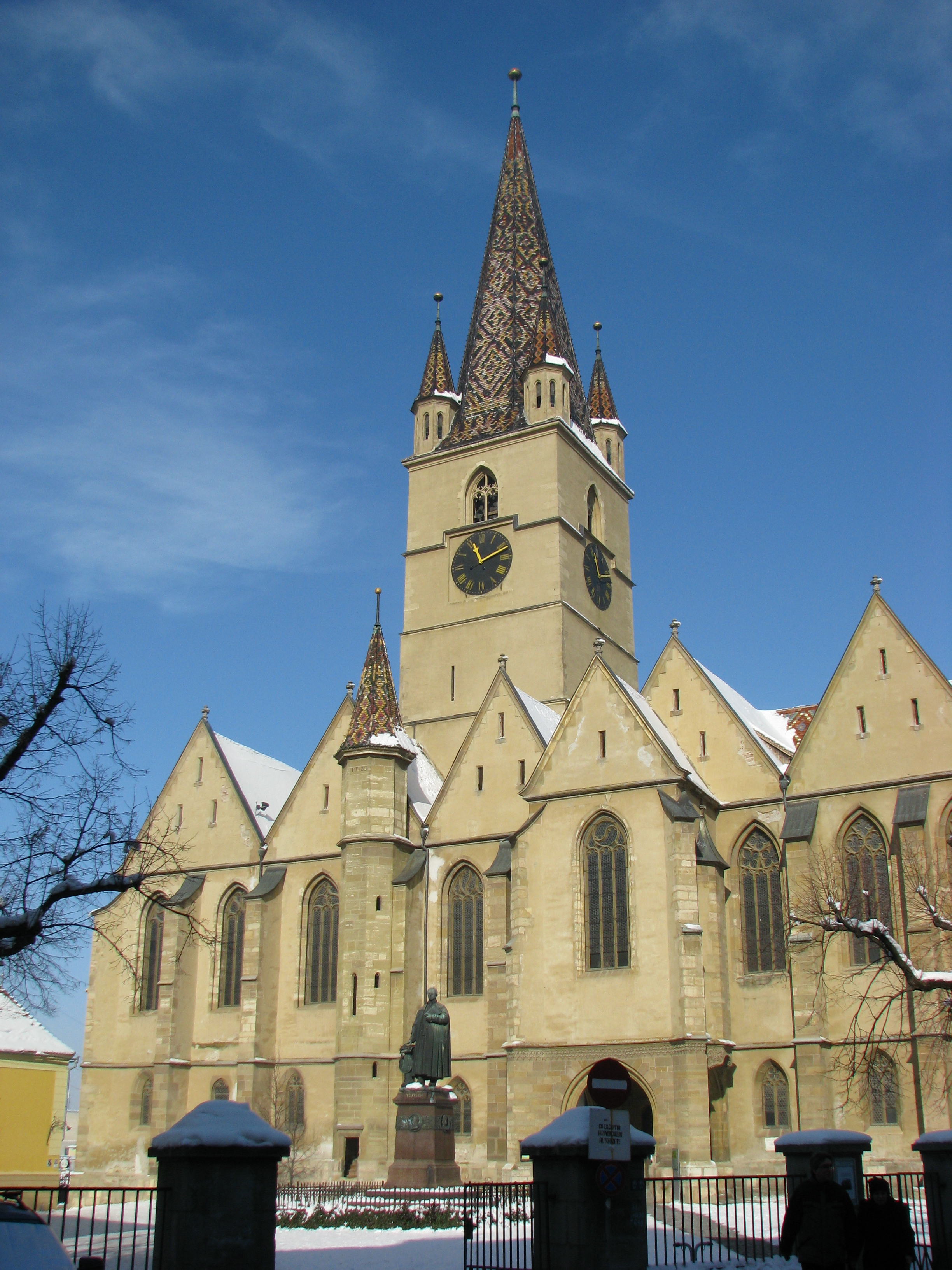
Kościół Najświętszej Marii Panny w Sybinie

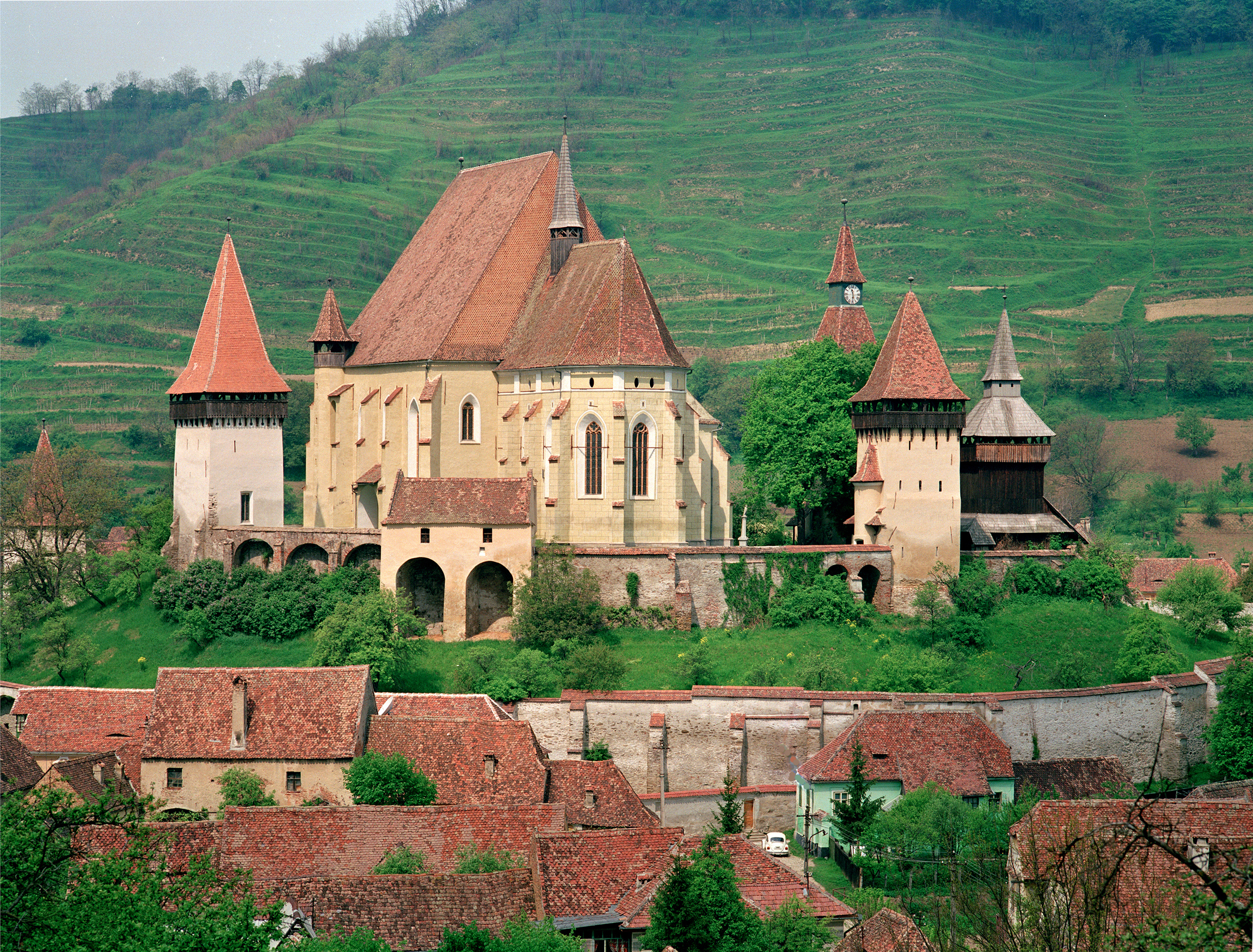
Kościół warowny w Biertan

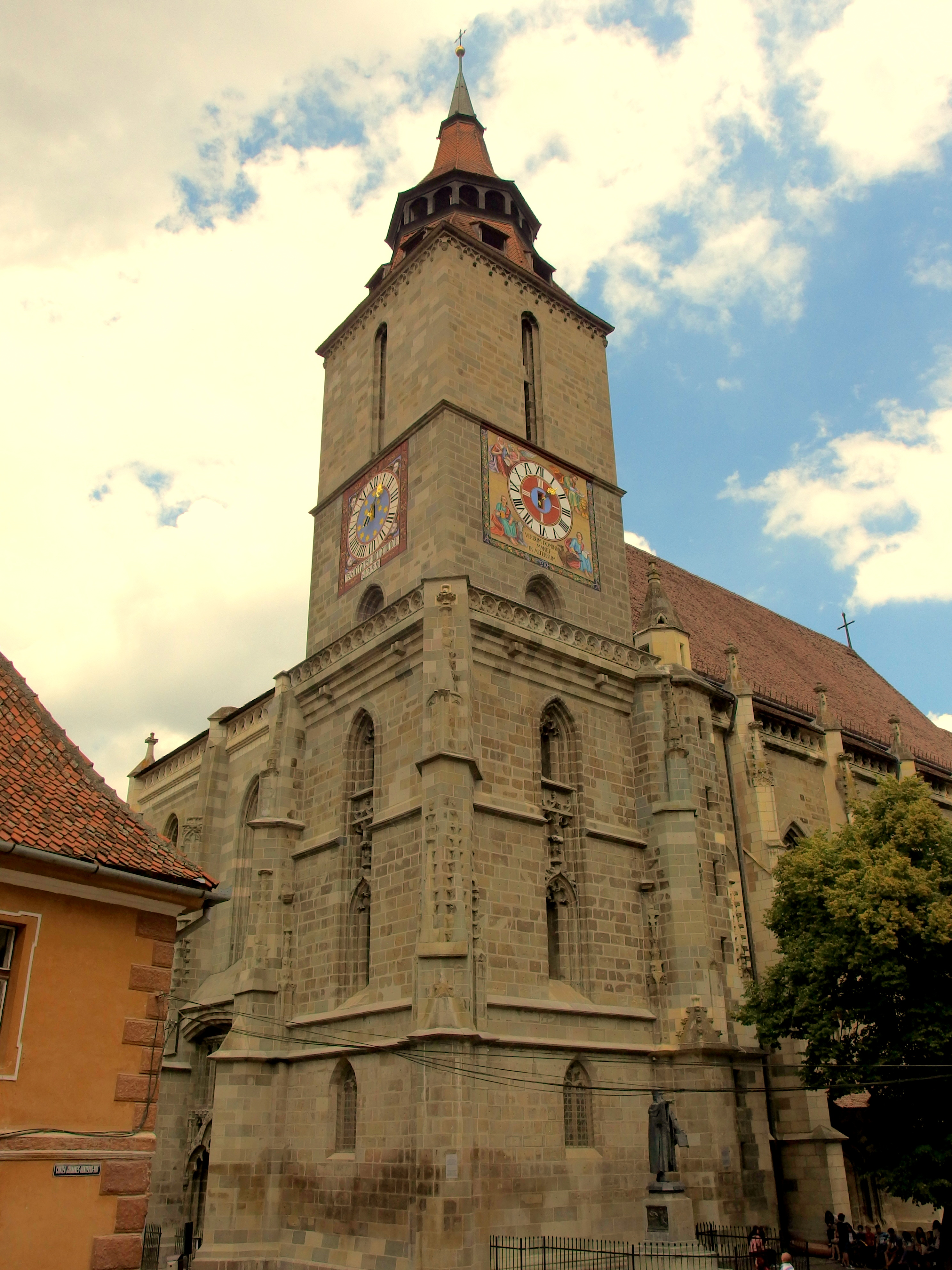
Czarny Kościół Braszowski

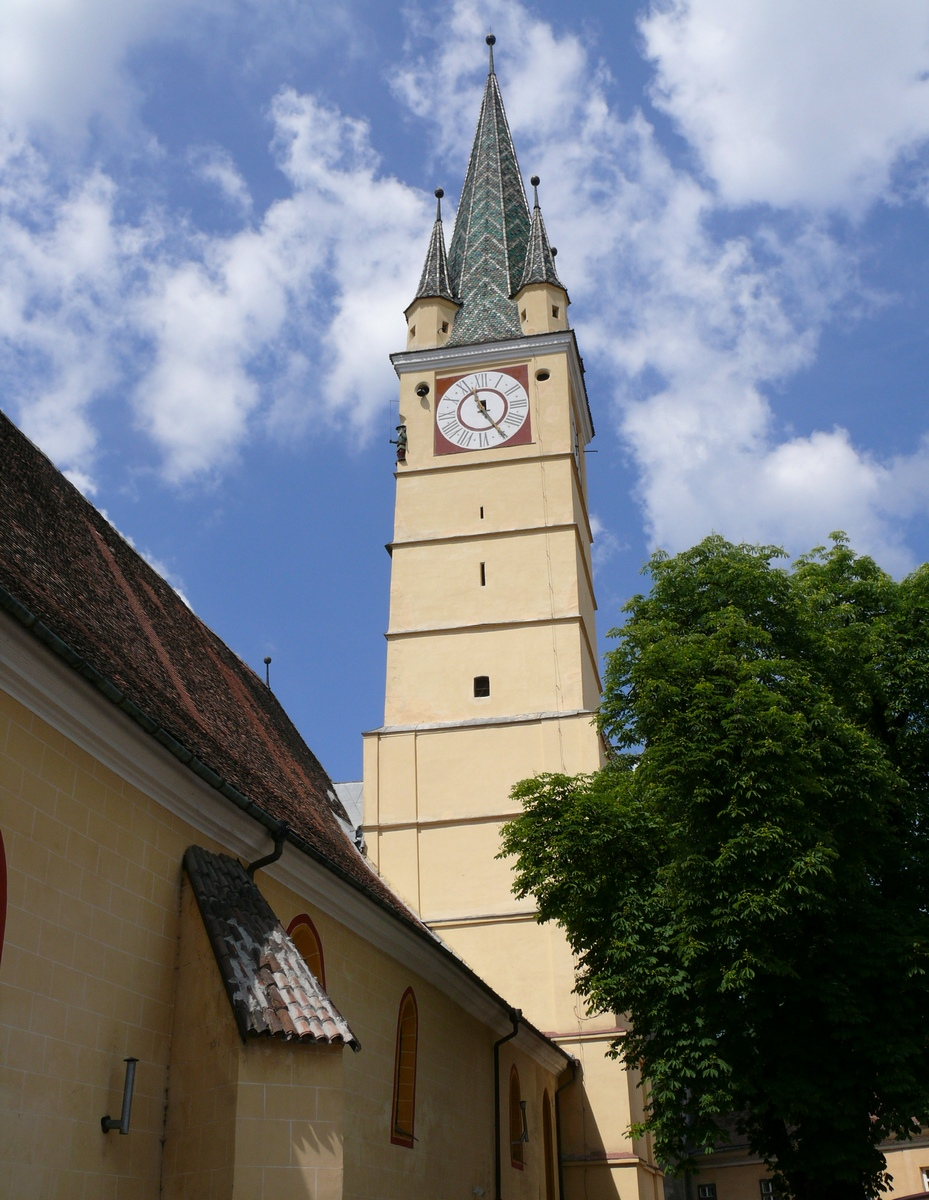
Kościół św. Małgorzaty w Mediaș

Kościół Ewangelicki Wyznania Augsburskiego w Rumunii (rum. Biserica Evanghelică de Confesiune Augustană din România, niem. Evangelische Kirche A.B. in Rumänien) – jeden z kościołów luterańskich działających w Rumunii. Ma niemiecki charakter narodowościowy. W 2019 roku liczył 11 448 członków.

## Historia
Osadnictwo niemieckie na terenie Siedmiogrodu rozpoczęło się w XII wieku, kiedy przybyła tu ludność zamieszkująca tereny położone nad Renem i Mozelą. Osadnicy zakładali własne miasta, gdzie budowali kościoły obronne.
Reformacja w Siedmiogrodzie miała miejsce w latach 1542–1550. Została ona przyjęta przez ludność saską, a jej krzewicielem został Johannes Honterus. W 1550 oficjalnie uznano kościół ewangelicki. Siedzibą luterańskiego biskupstwa w latach 1572–1867 pozostawał Biertan, następnie przeniesiono je do Sybinu.
Poza Sasami, ludność wyznania ewangelickiego stanowili również osadnicy pochodzący z rejonu Alp, Hanau i Durlach. W większości zintegrowali się oni z ludnością saską.
Kościół ewangelicki rozwijał się, reprezentował interesy saskie w kwestiach politycznych i ekonomicznych, a także kulturowych. Dużą uwagę przykładał do zagadnień edukacyjnych, szkoły kościelne stały się centrum jego działalności. W 1900 zatrudniał w swoich szkołach ponad 1000 nauczycieli.
Po I wojnie światowej i rozpadzie Austro Węgier, skutkującym włączeniu Siedmiogrodu do Rumunii, z Kościoła Ewangelickiego Wyznania Augsburskiego w siedmiogrodzkiej części Węgier powstał Kościół Ewangelicki Wyznania Augsburskiego w Rumunii. Do nowego kościoła, oprócz zborów historycznie wchodzących jego skład, włączono również parafie z innych terenów dawniej wchodzących w skład Austro-Węgier, jak Banat i Bukowina, a oprócz tego także zbory z Besarabii i Wołoszczyzny.
Pod wpływem przemian politycznych i radykalizacji w latach trzydziestych kierownictwo kościoła pozostawało pod coraz mocniejszą presją rozpoczęcia aktywnego udziału w rumuńskiej i niemieckiej polityce. Doprowadziło to do rezygnacji dotychczasowego biskupa na wniosek rumuńskich sympatyków narodowego socjalizmu. Nowym biskupem został Wilhelm Staedel, związany ze środowiskiem Niemieckich Chrześcijan. Opozycyjne działania antynacjonalistyczne, reprezentowane choćby przez proboszcza z Braszowa, Konrada Möckela, pozostawały w mniejszości.
Na przełomie lat 1944–1945 rozpoczęto odbudowę działalności kościoła. Wielu jego członków zostało do 1950 wywiezionych do pracy przymusowej w Związku Radzieckim. Na skutek wywłaszczeń prowadzonych przez władze komunistyczne, kościół utracił należące do niego szkoły, grunty oraz lasy. Zachował jedynie budynki kościelne. Wszystkie wyznaniowe organizacje, jak Stowarzyszenie Kobiet Ewangelickich, zostały rozwiązane.
Od czasu wyboru Friedricha Müllera-Langenthala na stanowisko biskupa, kościół zaczął się na nowo rozwijać, pomimo politycznych represji.
W 1955 roku powołano Protestancki Instytut Teologiczny w Klużu-Napoce, kształcący duchownych. W Sybinie powołano jego filię niemieckojęzyczną, gdzie od 1994 prowadzone jest również przygotowanie kobiet do pełnienia posługi duszpasterskiej.
Pomimo pewnych ograniczeń, w czasie rządów komunistycznych prowadzona była również edukacja dzieci. W związku ze wzrostem liczby małżeństw mieszanych, rozpoczęte zostało w niektórych zborach prowadzenie przygotowań do konfirmacji w języku rumuńskim, a także rumuńskojęzycznych nabożeństw.
W 1990 dwie trzecie członków kościoła wyemigrowało do Niemiec. W kolejnych latach proces postępował, wskutek czego w kraju pozostało 15 procent siedmiogrodzkich luteran z populacji z lat poprzedzających 1990.

## Współczesność
Kościół przyjmuje za swoje główne zadania głoszenie Słowa Bożego i udzielanie sakramentów, duszpasterstwo i opiekę społeczną, edukację dzieci i młodzieży, katechizację, zarządzanie i obsługę archiwów oraz dóbr kultury, a także ekumeniczną współpracę z kościołami w kraju i za granicą. Stara się uczynić luterańską tożsamość owocną i przekazywać świadectwo reformacji.

## Struktura organizacyjna

### Kierownictwo kościelne
Najważniejsze decyzje dotyczące życia duchowego, kwestii prawnych i finansowych są podejmowane przez Synod Kościoła. Liczy około 50 członków, z których jedną trzecią stanowią osoby duchowne. Spotkania Synodu odbywają się raz w roku, przeważnie w listopadzie.
Konsystorz złożony jest biskupa kościoła, wikariusza biskupiego, kuratora kościelnego i delegatów wybranych przez Synod, razem dwanaście osób. Wśród członków konsystorza dominują liczebnie osoby świeckie. Przewodniczącym konsystorza pozostaje biskup, a kurator kościelny jest jego zastępcą. Dziekani, których zadaniem jest wspieranie biskupa, tworzą komitet doradczy.
Nie ma specjalnej formuły ordynacji na urząd biskupa, ma on taki sam status jak proboszcz parafii. Do jego zadań należy reprezentowanie kościoła w kontaktach publicznych, ordynacja duchownych, troska właściwe głoszenie ewangelii i sprawowanie sakramentów. Biskup wybierany jest przez Synod na podstawie zgłoszonych kandydatur. Długość jego kadencji nie jest ograniczona, a wiek emerytalny wynosi 70 lat.
Synod dokonuje również wyboru wikariusza biskupiego, którego kadencja trwa cztery lata.
Kurator kościelny jest powoływany przez Synod na czteroletnią kadencję. Wykonuje on obowiązki duchowe i reprezentuje biskupa.

### Podział administracyjny
Członkowie kościoła zamieszkują około 250 miejscowości. Zbory podzielone są pomiędzy pięć okręgów kościelnych:
- Sybin (Hermannstadt)
- Braszów (Kronstadt)
- Mediaș (Mediasch)
- Sebeș (Mühlbach)
- Sighișoara (Schäßburg)

Okręgi kościelne są zarządzane przez dziekana, konsystorz okręgowy, kuratora okręgowego i Synod Okręgowy.

## Współpraca z innymi kościołami
Kościół jest członkiem organizacji międzynarodowych, takich jak Światowa Federacja Luterańska, Wspólnota Kościołów Ewangelickich w Europie, Konferencja Kościołów Europejskich i Światowa Rada Kościołów. Współpracuje również z innymi kościołami chrześcijańskimi na terenie Rumunii w ramach Ekumenicznego Stowarzyszenia Kościołów w Rumunii.